# Young King
Young King (ヤングキング Yangu Kingu?) es una revista de manga seinen quincenal publicada en Japón por Shōnen Gahōsha, dirigida principalmente a un público masculino adulto. Es la publicación hermana de Gekkan Young King y Young King OURs y se fundó en 1987 como la publicación hermana de la ahora descontinuada Shōnen King. A partir de 2008, su circulación fue de aproximadamente 230 000.

## Artistas de manga y series que aparecen enYoung King
- Masao
  - Ishida to Asakura
- Hiroshi Tanaka
  - Bad Boys
- Yasuyuki Ōno
  - Yume no Kayoiji
- Yuji Shiozaki
  - Battle Club
- Ooi Masakazu
  - Okusan - Oh! My Sweet Honey
- Satoshi Yoshida
  - Shin Shōnan Bakusōzoku Arakure Knight (Bomber Bikers of Shonan)
- Boichi
  - Sun-Ken Rock
- Toshinori Sogabe
  - Go! Tenba Cheerleaders
  - Deban desu yo? Kondō-san!
- Katsu Aki
  - Harem Revolution
  - Daddy * Virgin
- Takashi Sano
  - Iketeru Futari
  - Usagi-chan de Cue!!
- Shohei Harumoto
  - Kirin (en curso)
  - Hi! Hi! Hi!
- Q-taro Hanamizawa
  - Tsuki Suzuran Doori
  - Momoiro Sango (The Pink Coral)
  - Play!
- Masahiro Shibata
  - Sarai
- Hiromasa Okushima
  - Akira No. 2
- Yu Yuki, So
  - Manga de Wakaru Shinryōnaika (en curso)
- Yuichi Katō
  - Yancha Gal no Anjou-san (en curso)

## Revistas relacionadas
- Young King OURs